# Poikilospermum scortechinii
Poikilospermum scortechinii är en nässelväxtart som först beskrevs av George King, och fick sitt nu gällande namn av Elmer Drew Merrill. Poikilospermum scortechinii ingår i släktet Poikilospermum och familjen nässelväxter. Inga underarter finns listade i Catalogue of Life.